# Isthme Ponto-Baltique
L'isthme Ponto-Baltique, également qualifié d'isthme mer Baltique-mer Noire, désigne la bande de terre séparant la mer Baltique, au nord, de la mer Noire, au sud. Cet isthme relie la péninsule Européenne au reste de l'Eurasie.

## Géographie

### Climat
Cet espace constitue une zone de transition climatique entre les climats de la péninsule Européenne (océanique, semi continental, méditerranéen), à l'Ouest, tempérés par les influences océaniques apportées par le Gulf stream, et le climat continental, à l'Est, qui couvre la majeure partie de l'Eurasie.   

### Biomes
La région de l'isthme Ponto-Baltique constitue un écotone entre les forêts tempérées décidues et mixtes, à l'Ouest qui couvrent l'essentiel de la péninsule Européenne et la Steppe Eurasienne à l'Est, qui se poursuit jusqu'en Mongolie et en Chine. Au nord, cet espace marque également la transition entre la foret tempérée décidue européenne à l'Ouest et la forêt boréale (ou taïga) à l'Est, qui forme un biome continu jusqu'en Sibérie.

## Transports

### Transport fluvial
Le canal Dniepr-Boug, creusé en 1775 dans les dernières années du royaume polono-lituanien, relie le Boug occidental, affluent de la Vistule, au Pripiat, affluent du Dniepr. Il permet une liaison fluviale entre la Baltique et la mer Noire mais uniquement pour des petits tonnages. Au XXIe siècle, la Biélorussie envisage d'élargir cette voie.
Un autre canal, creusé entre 1797 et 1805, relie la Bérézina, affluent du Dniepr, à la Daugava qui se jette dans la Baltique.
Au début du XXe siècle, l'Empire austro-hongrois avait envisagé un système de canaux reliant la Vistule, le Dniestr et le Danube. Seuls quelques éléments de ce vaste projet ont été réalisés dont le lac de Mucharz en Petite-Pologne, mis en eau en 1973.

### Transport ferroviaire
En 2020, la Pologne et l'Ukraine ouvrent le chantier d'un système de transport intermodal empruntant le chemin de fer entre Gdansk, port polonais sur la Baltique, et un port ukrainien qui pourrait être Odessa.

## Histoire

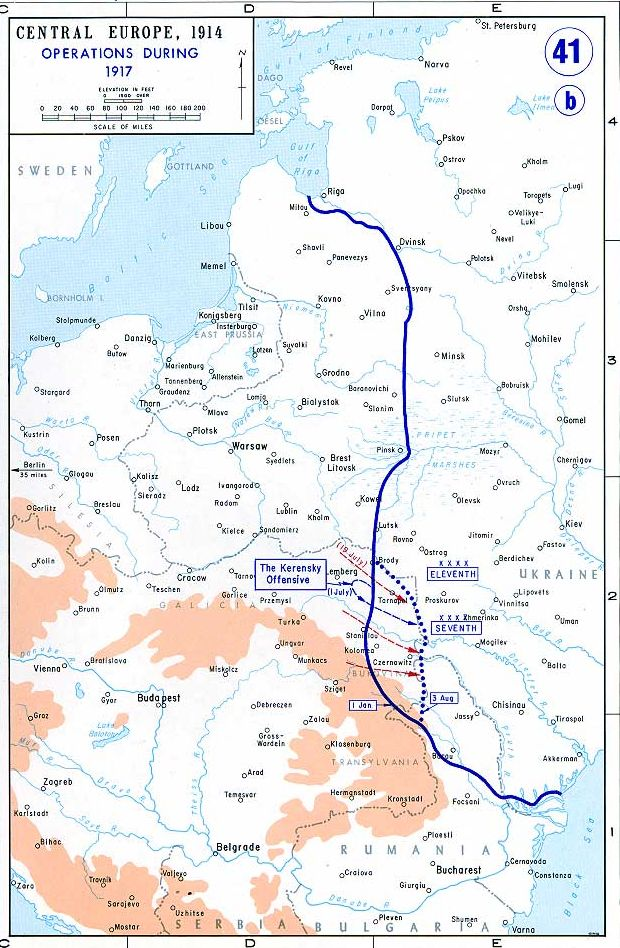
Carte du front de l'Est de juin à août 1917.

Du XVe à la fin du XVIIIe siècle, l'isthme est dominé par deux puissances : la république polono-lituanienne et l'empire ottoman à travers un État vassal, le Khanat tatar de Crimée. Ils s'affrontent dans les guerres polono-turques mais entretiennent aussi des relations économiques et culturelles assez étroites, notamment à travers la minorité des Tatars baltiques, loyaux sujets polonais mais qui, comme musulmans, restent liés aux Ottomans par la religion. Polonais et Turco-Tatars sont aussi rapprochés par la menace d'un ennemi commun, l'Empire russe qui finit par s'emparer de la totalité de l'isthme lors des partages de la Pologne. La Crimée sous domination russe est un des premiers foyers du nationalisme panturc : le premier journal turc musulman, Tercüman (en), est imprimé à Bakhtchyssaraï en Crimée en 1883  avant de déménager à Istanbul. Pendant la Première Guerre mondiale, l'Allemagne essaie de s'assurer le contrôle de l'isthme comme base d'opération et de ravitaillement sur le front de l'Est en encourageant les indépendantistes polonais, ukrainiens et tatars de Crimée. Après l'éclatement de l'Empire russe en 1918, le maréchal polonais Józef Piłsudski s'efforce de promouvoir l'idée d'une fédération des nations « de la mer Noire à la mer Baltique » qui servirait en même temps de barrage à l'expansion soviétique. Cette doctrine, le prométhéisme, trouve des échos parmi les courants antisoviétiques d'Europe orientale, de Turquie et du Caucase dont certains finiront par soutenir l'Allemagne nazie lors de l'invasion de l'Union soviétique.